# Abednico Powell
Abednico Powell (28 gennaio 1983) è un ex calciatore botswano, di ruolo centrocampista.

## Carriera

### Club
Ha sempre giocato nel campionato botswano.

### Nazionale
Ha esordito con la nazionale nel 2007.